# حسن عابدين
حسن عابدين (28 يوليو 1931 - 5 نوفمبر 1989)، ممثل مصري. وهو من الممثلين المخضرمين. مثل أدواراً مميزة في السينما والمسرح إلى أن أصبح ممثلاً تليفزيونياً، قام ببطولة العشرات من المسلسلات التليفزيونية الناجحة في وقتها ومن بينها مسلسل الشهير أهلا بالسكان بالإضافة إلى عمله في سهرات تليفزيونية وأدوار عديدة ومتميزة في مسرحيات رائعة مثل دوره في عش المجانين (مسرحية) ودوره في مسرحية علي الرصيف مع الفنانة سهير البابلي وكذلك له أدوار جميلة في السينما . وكان مشواره حافلاً رغم قصره، تألق في فترة الثمانينات بأداء أدوار مميزة في البرامج والمسلسلات الإذاعية خصوصا برنامج مش معقول وبرنامج عجبي من تأليف الراحل يوسف عوف. بدأ في المسرح العسكري عندما كان متطوعاً في الجيش.
تطوع في حرب فلسطين 1948 تحت البطل أحمد عبد العزيز. وتم أسره وحكم عليه بالإعدام هو والممثل إبراهيم الشامي. لكن زملائهم نجحوا في تحريرهم.

## أدواره
لعب أدوار الأب الحنون والموظف المطحون والإنسان الطيب الذي يحافظ على القيم كما لعب دور الضابط والباشا. ولعب الأدوار الكوميدية كما لعب الأدوار التراجيدية باقتدار.

## أعماله

### مسلسلات
- فرصة العمر 1976 مع محمد صبحى ونسرين.
- الدنيا لما تلف (مسلسل) 1976.
- آه يازمن 1977.
- طيور الصيف (مسلسل) 1979.
- أبنائى الأعزاء.. شكرا 1979.
- الباحثة 1979.
- رفقا أيها الأبناء
- فيه حاجة غلط 1983.
- نهاية العالم ليست غدا 1983.
- أهلا بالسكان 1984.
- هو و هى 1986
- برج الأكابر 1987 .
- أنا وأنت وبابا في المشمش (مسلسل) مع (فردوس عبد الحميد) 1988.
- الغربه

### أفلام
- الأشقياء، 1984.
- سترك يارب إخراج حسن الصيفي، 1986م.
- ريا وسكينة، 1983م، (مع شريهان ويونس شلبي).
- درب الهوى، 1983م، مع مديحة كامل، أحمد زكي، محمود عبد العزيز، يسرا، فاروق الفيشاوي، شويكار.
- الشيطان امرأة، 1972.
- العذاب فوق شفاه تبتسم، 1973.
- على من نطلق الرصاص – الأنثى والذئب، 1975م.
- سنة أولى حب، 1976م.
- عيب يالولو، يالولو عيب، 1987م.
- مملكة الهلوسة، 1983م.
- عنبر الموت، 1989م.
- فيفا زلاطة،
- بريء في المشنقة، 1971م.

### مسرح
- نرجس (مع سهير البابلي).
- عش المجانين (مع محمد نجم، ليلى علوي، ميمي جمال).
- ع الرصيف من بطولة سهير البابلي، حسن حسني، أحمد بدير)
- الرعب الذيذ (مع هالة فاخر، محمود الجندي).

### سهرات تليفزيونية
- الثانوية العامة - تأليف يوسف عوف وبطولة خيرية أحمد وعمرو دياب.
- السكرتيرة الجديدة - قصة الكاتب أحمد بهجت بطولة كريمة مختار، أبو بكر عزت.

## حملات إعلانية
- قدم حملة إعلانية كبرى لاقت نجاحا كبيرا لشركة شويبس للمشروبات

## وصلات خارجية
- حسن عابدين على موقع الدهليز
- حسن عابدين على موقع قاعدة بيانات الأفلام العربية
- حسن عابدين من موقع yallacinema.com
- سر شويبس في بريطانيا
- السر جوا الفوار
- بقية ال 3 اعلانات هنا